# Měšťanský dům čp. 79 a 904 (Fryštát)
Měšťanský dům čp. 79 a 904 je rohový dům v ulici Fryštátská a Zámecká v katastrálním území Karviná-město v místní části Fryštát. V roce 1994 byl ministerstvem kultury prohlášen kulturní památkou České republiky.

## Historie
Renesanční měšťanský šenkovní dům čp. 79 vyhořel při požáru Fryštátu v roce 1823. Při obnově v roce 1836 byl rozšířen o dům čp. 904. Je součásti historické zástavby Fryštátu a má částečně dochovanou renesanční dispozicí se zachovalými klenbami a trámovým stropem z přestavby v roce 1836.

## Popis
Měšťanský dům je jednopatrový s renesančním jádrem, jednou valbovou střechou kryje oba původní domy sjednocené historizující fasádou. Pod okny fasády prvního podlaží, která směřuje do ulice Zámecká, jsou tři reliéfy z glazované keramiky. Jedná se pravděpodobně o díla místních hrnčířů ze začátku 19. století.